# Naukan
Le naukan est une langue yupik parlée dans la péninsule tchouktche, à l'extrême est de la Russie, dans les villages de Lavrentia (Лаврентия), Lorino (Лорино) et Ouelen (Уэлен).

## Population locutrice
La langue naukan est une langue parlée par la population yupik habitant à l'extrémité orientale de la péninsule Tchouktche (villages de Naukan, Ouelen ou Lavrentia notamment).
Le nombre de locuteurs est faible : environ 50 personnes au cours des années 2000.

## Famille linguistique
Le naukan appartient à la famille des langues yupiks. Il est considéré comme un intermédiaire entre deux langues yupiks parlées dans la zone aslakienne : le yupik central d'Alaska et le yupik central de Sibérie,.
Les mouvements de population et linguistique entre les zones sibériennes et alaskiennes compliquent le positionnement du naukan au sein de la famille des langues yupiks. Si pendant longtemps les échanges linguistiques entre populations ont été envisagés sur un axe méridional en suivant le détroit de Béring (Sibérie et sud de l'Alaska), les linguistes optent désormais plutôt pour des échanges linguistiques selon un axe plus septentrional qui limite la navigation en eau libre dans le détroit. Le linguiste Michael Krauss considère ainsi que le naukan est davantage apparenté au yupik d'Alaska et que l'axe de diffusion passe probablement par l'île King.

## Description linguistique
Les premières listes de mots naukan ont été établies durant le XVIIIe siècle. Le travail mené par Michael Robeck en 1791 est ainsi considéré comme la première liste de mots naukan de référence avec 277 entrées. En 1975, le linguiste soviétique Georgy Menovshchikov publie une version enrichie de la liste de Robeck.
À partir de 1791, plusieurs linguistes et anthropologues (dont Michael Krauss, Steven Jacobson et Mikhail Chlenov) approfondissent la collection du lexique naukan.
En 1992, les linguistes bénéficient d'une avancée grâce à une documentation proposée par une habitante de Naukan Irina Teplilek-Leonov (habitante de Naukan). Cette dernière compile une liste de 2 200 entrées traduites en russe et orthographiées selon le système dérivé du cyrillique suivi par les linguistes soviétiques pour décrire les langues eskimo. Malgré quelques défauts dus à l'absence d'une compilation standardisée selon les habitudes des linguistiques (ex : ordre au hasard et non alphabétique, descriptions de certains termes très imagées), la liste est intégrée aux bases de données existantes et permet d'enrichir significativement la connaissance du lexique naukan.
Durant les années 1990, des linguistes russes et américains lancent un projet de construction d'un dictionnaire naukan sur la base des listes de mots existantes. Les scientifiques sont notamment soutenus par une yupik habitante de Lavrentia et locutrice du naukan. Outre la compilation des mots, le projet de recherche va notamment permettre de documenter les liens entre ce lexique et les langues proto-eskimo et proto-yupik ainsi que les enrichissements de mots étrangers, en particulier tchouktches. Une compilation des enclitiques et des postbases (un type de morphème en position de suffixe spécifique aux langues eskimo-aléoutes) est également établie tout comme des lexiques spécialisés en géographie et toponymie locale et en botanique.